# Bennie Thompson
Bennie Gordon Thompson (Bolton, 28 gennaio 1948) è un politico statunitense, membro della Camera dei Rappresentanti per lo stato del Mississippi dal 1993.

## Biografia
Nato e cresciuto nel Mississippi, dopo la laurea intraprese la professione di insegnante.
Entrato in politica con il Partito Democratico, Thompson fu sindaco di Bolton fra il 1973 e il 1979.
Nel 1993, quando il deputato Mike Espy lasciò il suo seggio dopo essere stato nominato Segretario dell'Agricoltura, Thompson si candidò alle elezioni suppletive per il nuovo deputato; dopo aver vinto le primarie, vinse anche le elezioni generali e approdò così alla Camera dei Rappresentanti. Da allora venne sempre riconfermato con elevate percentuali di voto.
Ideologicamente Thompson si configura come liberale ed è membro del Congressional Progressive Caucus. Alla Camera dei Rappresentanti ha presieduto il comitato speciale sull'assalto al Campidoglio degli Stati Uniti d'America del 2021 ed in questa veste ha agito in giudizio contro l'ex presidente nella causa Thompson v. Trump presso la Corte distrettuale di Columbia.